# 三刺筐形蟹
三刺筐形蟹（学名：Mursia trispinosa）为馒头蟹科筐形蟹属的动物。分布于日本，包括东海、南海北部沿岸等海域，生活环境为海水，多栖息于水深65-184米的泥质沙或细砂底。该物种的模式产地在日本相模湾。